# Pseudomys johnsoni
Pseudomys johnsoni é uma espécie de roedor da família Muridae. Endêmica da Austrália, pode ser encontrada nas regiões nortes, principalmente na região de Kimberley (Austrália Ocidental), Território do Norte e no Monte Isa (Queensland). Pseudomys laborifex, foi até recentemente considerado uma espécie distinta, mas estudos recentes demonstraram que ele é coespecífico com o Pseudomys johnsoni.